# Олександрівське караїмське духовне училище

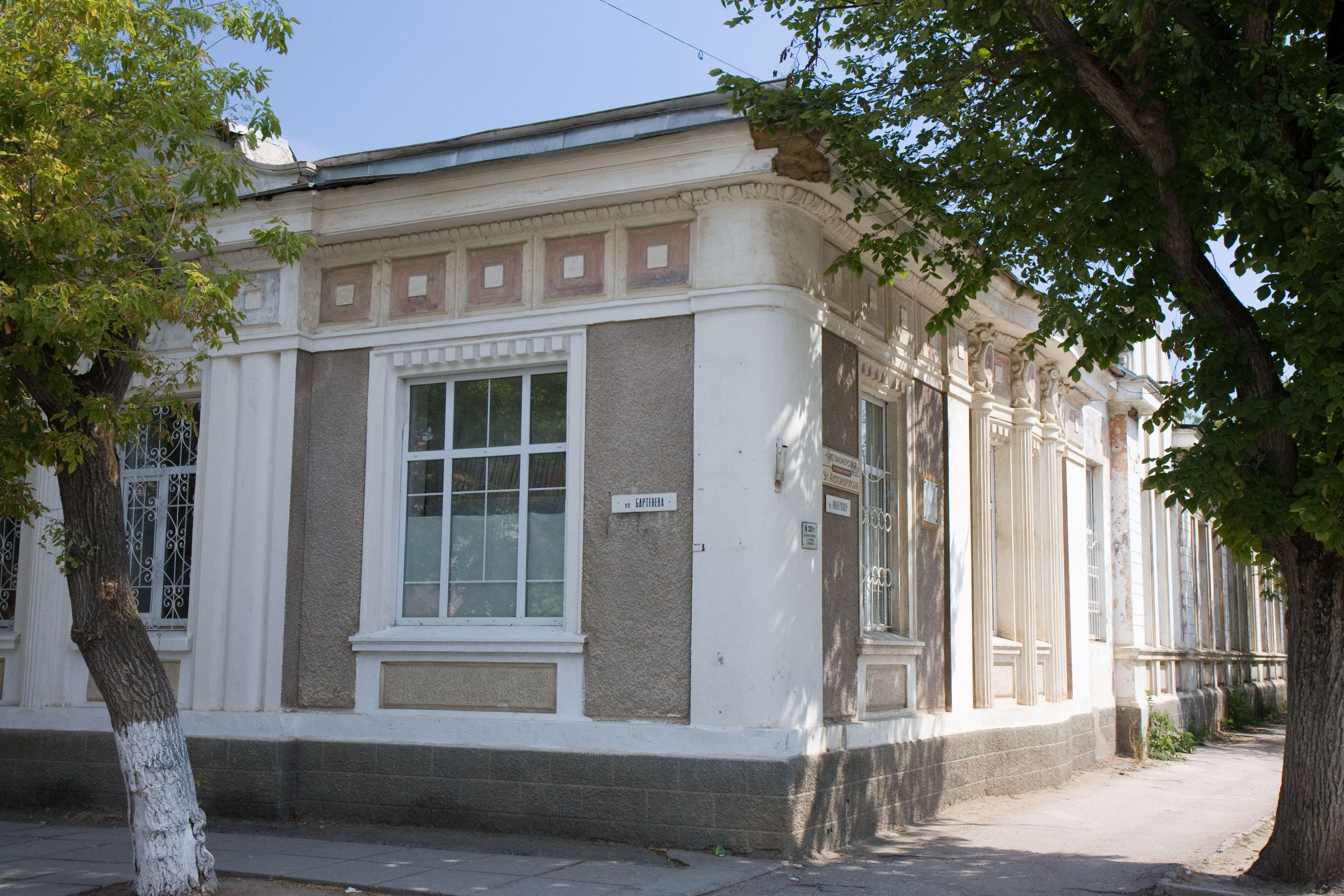

Олександрівське караїмське духовне училище (дав-євр. מדרש  חזנים, Мідра́ш газзанім) — караїмський національний навчальний заклад, створений в Євпаторії в 1895 році. Випускниками були: караїмські священики (газзани) і викладачі караїмських початкових шкіл. Створений на кошти громад караїмів всієї Російської імперії, відтак навчання було безкоштовним, натомість випускники відпрацьовували три роки вчителями караїмських шкіл і три роки газзаном. Серед випускників училища — видатні вчені, педагоги, лікарі та громадські діячі.

## Історія
Історія першого світського караїмського навчального закладу нетривала, але увібрала усі особливості життя караїмів наприкінці XIX і початку XX століть. У часи, коли караїмська культура та спільнота досягали найбільшого розквіту, її найкращі представники створили для своїх підростаючих поколінь навчальний заклад, який збирав здібних випускників початкових шкіл, задля їх подальшого навчання.
Задуми щодо навчання світських наук караїмських хлопчиків виношувалася давно: ще в 1836 році караїмський гахам — голова всіх караїмських громад Росії — Сіма Бабович (дід відомого міського голови Євпаторії — Дувана Семена Езровича) закликав караїмів побудувати в Євпаторії велику загальнонаціональну школу на 400 учнів (з викладанням богословських наук, російської мови, математики та ремесел). Впродовж наступних десятиліть вже інші сподвижники караїмської науки й культури самотужки намагались створити такі школи (зазвичай приватні), але вони великого впливу на всю громаду не мали.

### Передумови
Наприкінці XIX століття 15-тисячна Євпаторія стала центром караїмів та караїмської культури. До 1879 року в місті налічувалося 1132 караїмів, а до 1897 їх кількість збільшилася до 1505 чоловік (це була найчисельніша громада караїмів по всій Російській імперії). Саме в цей час, завдяки старанням окремих відомих караїмів, в Євпаторії були відкриті: жіноче професійне училище, Когенівське ремісниче училище і Сільськогосподарське училище імені Веніаміна і Сари Тонгур, які давали можливість обраним дітям (часто із одних і тих же сімей) обирати професію, але можливості здобувати вищу освіту в містах Росії це не давало.
Тож, зазвичай, діти караїмів (хлопчики) отримували початкову освіту в релігійних школах — мідрашах. Викладали в цих школах відомі караїмські педагоги Луцький Йосип-Соломон Мойсейович, Савускан Юфуд Ісаакович, Абрам Рофе, Шаббетай Тіро. Початкова школа давала для юних караїмів знання: перший рік — вивчали абетку, вчилися читати по складах («Сіман тортмак» — тобто тягнути звук); другий рік навчання — вивчення Мікра (Танаху); наступні роки — граматика і переклад Біблії.
Російської грамоти в мідраші не вчили. Щоби далі вчитися в училищах чи гімназіях, батьки й опікуни юнаків змушені були винаймати репетиторів або домашніх вчителів. Крім того російські чиновники, після кількох етнічних повстань, вирішили змінити стиль роботи із національними меншинами, впровадивши реформу в освіті, яка повинна була повсюдно й планомірно залучати національні меншини в російський мовний та культурний простір.

### Збір коштів і заснування училища
Зачинателями та натхненниками створення караїмського духовного навчального закладу були Самуїл Пампулов і Ілля Казас (був одружений з двоюрідною сестрою Самуїла). Ілля Казас вважався в середовищі караїмів визначним педагогом та науковцем (перший серед караїмів з вищою світською освітою та науковим ступенем), який уже мав позитивну практику із заснуванням навчальних закладів. Його приватна школа в Одесі (1859 року), а також перша караїмська жіноча школа (відкрита в Сімферополі в 1892 році) мали чималий успіх і утвердили їх опікуна в очах громади та царських чиновників. До того ж, Самуїл Пампулов на той час також був визначним караїмським діячем (багаторічним головою міста Євпаторія) та духовним лідером усіх караїмів і який давно виносив плани із створення в караїмському центрі культури головного навчального закладу. Тож, ними була складена програма та устав майбутнього навчального закладу, які вони представили на розгляд Міністерства народної освіти Російської імперії та чиновникам з Євпаторії. Окремо, ініціаторам довелося об'їздити чимало караїмських спільнот із презентацією задуму та в пошуках попечителів і фінансової допомоги.
На заклик таких шанованих та впливових караїмів відгукнулися одновірці зі всієї Росії, кожна караїмська громада вважала своїм обов'язком підтримати матеріально ідею організації свого національного училища. У січні 1891 року було зібрано 58963 рублів, наступного року вже було 62 941 рублів. Коли ж на початок 1895 року зібрали 156 680 рублів ініціатори вийшли на загальнодержавний рівень і розіслали свої прохання царським урядовцям.
Проект і статут навчального закладу подали до Одеського навчального округу та на затвердження імператору Олександру III. Назвати училище вирішили на честь імператора Олександра III, і тим самим намагалися ще більше прихилити на свою сторону чиновників. Невдовзі від імператора прийшла відозва:
|  | Бути по цьому. 9 травня 1894 У Гатчині. |

Покровительство царя ще більше допомогло в створенні Олександрійського караїмського духовного училища.

### Перші випуски
Приміщення для училища вибрали в центрі Євпаторії, це був дворик та будівля Берахі Каракозова на Головній вулиці (сучасна вулиця Революції, 54). Навчання для 38 бурсаків почалося в другій половині лютого 1895 року. Набрано було 18 місцевих учнів та ще 20 приїжджих з Одеси, Бахчисарая, Катеринослава, Харкова, Миколаєва, Москви, Сімферополя та інших міст Росії.
|  | «Маю честь довести до відома Вашого Високоповажності, що вчора, 21 лютого відбулося відкриття Олександрівського караїмського духовного училища у складі одного класу, число надійшли учнів - 32» |

Штат навчального закладу складався з 10 педагогів: інспектор, два вчителі давньобіблійської мови і вчитель віри, учитель російської мови та словесності, вчитель історії та географії, вчитель математики і фізики, вчитель німецької мови, вчитель чистописання і вчитель гімнастики. Це були найкращі педагоги євпаторійської чоловічої гімназії: Стефановський Олександр викладав російську мову, Сапицький І. М., І. А. Пузанов навчали арифметики, а географії навчав А. І. Лукашевич, К. І. Держ (німець за походженням) викладав німецьку мову (базову іноземну мову).
Інспектором навчального закладу було призначено його головного натхненника Іллю Казаса. Цей знаний педагог мав змогу втілювати в життя свої новаторські педагогічні ідеї, розбурхуючи консервативне караїмське суспільство новими європейськими течіями (в літературі, в суспільних науках). Новатор-вчений дбав за своїх учнів: знайомлячи їх із найкращими взірцями світової теологічної літератури (завдяки його перекладам на давньоєврейську мову кількох робіт богословського характеру відомих західноєвропейських теологів). А для учнів старших класів Ілля Казас обробив праці французьких авторів Жан-Поль Жане, Жюль Симона і доповнив ними уроки етики та філософії.

### Нова будівля і розквіт училища
Діяльність караїмського духовного училища мала чималий розголос в Криму і ще більший наплив молодих караїмів, бажаючих навчатися. Це спонукало опікунів училища до рішучих дій, щодо будівлі свого навчального закладу, єдиного в Росії. Міська Дума пішла назустріч громаді і виділила в центрі міста ділянку, поруч з будівлями чоловічої і жіночої гімназій, Караїмського жіночого професійного училища, Пушкінської народної аудиторії, публічна бібліотека і міський театр. Саме тут міська дума і відвела для потреб караїмського училища місцину площею в 600 квадратних сажнів.
У жовтні 1913 року караїмське духовне училище отримало нову, освячену, будівлю за проектом архітектора Ісааковича Євгена Самойловича, який і будував його. Училище було розраховане на 140 учнів, складалося з двох будинків — навчального корпусу, квартири інспектора, а в дворі був артезіанський колодязь. Навчальний корпус (Г-подібної форми): одноповерхова будівля з просторим вестибюлем, з 4-ма світлими навчальними класами (запроектовані великі вікна), рекреаційним залом, учительський кабінет та вбиральня при вході. Будинок інспектора училища — одноповерхова будівля, розташована перед входом у двір навчального корпусу, витримана у стилі модерн із рельєфними напівколонами. Колони були з овальними медальйонами та обрамленні витонченою ліпниною.
На будівництво та обладнання свого навчального закладу караїмська громада зібрала 44 000 рублів (добровільні пожертви караїмів у сумі 17 382 рублів, та відсотки від капіталу, зібраного з дня заснування училища в сумі 14 961 рублів). Додатково до фінансування долучилася сім'я Шишман, це був дохід від будинку, пожертвуваного Шишман Меїр Емануїлівною, в пам'ять своїй матері Тотеш Бабакаївни Шакай (в сумі 4 587 рублів).

### В часи революції і закриття
Встановлення радянської влади в Криму означало введення атеїстичного виховання молоді, відтак караїмське духовне училище було розформовано. Та щоби не втратити напрацювання караїмських педагогів та не збурювати караїмів, керівництво закладу, в квітні 1919 року, спрямувало до очільників Кримської Республіки клопотання про реорганізацію училища. За рішенням Кримського відділу Наркомосу училище реорганізували в «Євпаторійський вищий караїмський учительський інститут РРФСР», який мав готувати молодих караїмів до викладання в караїмських народних школах.
Новий лад в країні змінив і фінансові умови в ній, особливо це відобразилося на караїмському навчальному закладі. Декларована безкоштовна освіта не підкріплювалася фінансовою допомогою вчителям та зовсім не забезпечувала навчальним приладдям. Зубожіння викладачів та учнів, в квітні 1920 року, спонукало опікунську раду учительського інституту здати частину двору та господарські прибудови в оренду (там було облаштовано завод з виробництва повидла).
Нова влада не надто переймалась національними меншинами в Криму, тому в травні 1920 року відбувся останній випуск молодих фахівців караїмського інституту і заклад був розформований.

## Опікуни й інспектори
Зачинателями та головними опікунами караїмського духовного училища були знані в країні духовні лідери караїмів та педагоги: Пампулов Самуїл Мойсеєвич, Тришкан Юрій Юрієвич, Шишман Бераха Мойсеєвич
- 1897-1907 — Казас Ілля Ілліч.
- 1907-1916 — Степанов П. Я. (колишній викладач училища).
- 1916-1919 — Арон Ілліч Катик.

## Сучасний стан
Після закриття караїмського учительського інституту в його будівлі ще тривалий час проводилися навчальні процеси, але караїми так і не повернулися до нього. До 2-ї світової війни це була кримськотатарська школа, після війни — морехідне училище, а з 1990 — Міжнародний дитячий центр-комплекс «Золотий ключик».
У лютому 1995 року на будинку була встановлена інформаційна мармурова дошка, з нагоди 100-річчя з дня відкриття Олександрівського караїмського духовного училища.

## Діяльність у зоні російської окупації
У 2015 році на чергові клопотання караїмської громади була змушена відгукнутися місцева влада, яка планує спільно з караїмами утворити на базі будівель колишнього караїмського духовного училища центр культури караїмів. Сюди планується перемістити велику кількість раритетних книг і рукописів, ексклюзивних експонатів, що розповідають про культуру, звичаї та традиції караїмів.

## Особливості
Відбір перших учнів до училища проводився з числа найкращих випускників початкової караїмської школи. В училищі навчання тривало 7 років: 1-3 класи були однорічними, а 4-5 — дворічними. Викладання велося російською мовою (головна відмінність від усіх інших караїмських навчальних закладів), а релігійні дисципліни викладалися караїмською мовою самими караїмами. В училищі навчалися тільки хлопчаки.
Головний ухил в навчання був у сторону богослов'я, тобто духовні дисципліни, програму яких складали і затверджували Таврійське і Одеське караїмське духовне правління. Головним предметом було викладання стародавньої біблійної мови, як для розуміння Святого Письма, так і для серйозної богословської освіти, щоб майбутні караїмські духовні діячі могли вільно читати книги богословського змісту. А ще викладали догматичне і моральне богослов'я, етики, біблійної герменевтики.
З суспільних дисциплін викладалися: російська мова (зі словесністю), історія, географія, німецька мова (в обсязі гімназичного курсу), педагогіка (в обсязі учительської семінарії), арифметика, геометрія, фізика (в обсязі міських училищ). Кінцеву програму викладання в училищі затверджував Попечитель Одеського навчального округу.
За уже усталеною нормою в караїмів, викладання в училищі було платним і безкоштовним: в перші роки це були 20 бідних караїмських хлопчиків, з яких 10 були з інших міст і країв і знаходилися на повному пансіоні; решту 10 євпаторійців отримували тільки одяг і взуття. А уже через десять років навчалося більше сотні молодих караїмів.

## Підсумки діяльності
Караїмське духовне училище проіснувало 25 років (сім у власному будинку). Зі стін училища вийшли десятки караїмських вчителів віри і священнослужителів, чимало випускників продовжили освіту у вищих навчальних закладах Росії.
Дехто з випускників повернулися в рідне училище, як педагоги. Бабаджан Самуїл, закінчивши Петербурзький університет, став викладачем, Ісаак Леві, після закінчення східного факультету, викладав російську мову, історію та географію, Ілля Нейман, закінчивши в Одесі юридичний факультет, викладав загальні предмети в училищі.
Та головне завдання училища — підготовка якісного освітньо-викладацького штату для караїмської спільноти і розвитку караїмської культури. Що й підтвердили: Арон Катик, ставши газзаном Феодосійської кенаси, Ісаак Ормелі, ставши вчителем віри Феодосійського караїмського училища і газзаном Сімферопольської кенаси, Д.Оксюз був учителем в Одесі, Д.Коген учителював в Сімферополі, а Борис Ельяшевич став газзаном в Соборній кенасі Євпаторії та зачинателем національної караїмської бібліотеки-музею «Карай-Бітіклігі» («Караїмські писемності»).

### Випускники
- Єльяшевич Борис Саадійович (1 випуск) — караїмський вчений, письменник, громадський діяч.
- Катик Арон Ілліч (1883, Євпаторія — 1942, Ленінград) — караїмський письменник, педагог і громадський діяч, перший газзан (священик) з вищою освітою.
- Гумуш Давид Маркович (1899-1980) — караїмський просвітитель.
- Круглевич Ілля Якович (1890-1959) — юрист, краєзнавець, бібліограф.